# Вар'ят
Вар'ят (варія́т; від пол. wariat) — слово галицького діалекту української мови, що означає «ненормальний, несамовитий, божевільний». Вживане у Львові та Галичині. Хоча саме слово не нове, воно залишалося бути відсутнім у академічному словнику української мови. Слово зафіксовано також у білоруській мові як літературне .

## Походження
Етимологічний словник української мови зазначає, що це слово запозичено з польської мови, а польське warjat походить від латинського variatus, дієприкметника від дієслова vario «змінюю», отже означає буквально «змінений, відмінний (від нормальної людини)». Спорідненим зі словом «вар'ят» («варіят») є слово «варіянт» («варіант»). Аналогічної позиції дотримується і багатотомний «Етимологічний словник білоруської мови» .

## Сучасні значення
У тритомній «Історії Львова» зазначено: «У сучасному мовленні українського Львова залишилося найбільше польських запозичень: колежанка, філіжанка, гербата, ба́льон, вар'ят тощо. Деякі з них на українському мовному ґрунті значно розширили свою семантику, наприклад бальон, вар'ят, чому сприяли насамперед позамовні чинники» . Там же наведено п'ять сучасних значень слова «вар'ят»:
- людина, яка своїми словами чи поведінкою викликає подив, шокує інших;
- божевільний, розумово обмежена людина;
- чолов'яга;
- цигарка;
- чоловічий статевий орган.

## Приклади вживання

Обкладинка книги Богуміла Грабала

Слово «вар'ят» досі активно вживають у галицькому жаргоні. Слово згадують, наприклад, у пісні, написаній музикантами групи «Скрябін», «То моє море» (слова А. Кузьменка і Р. Домішевського, музика С. Гери):
|  | Кругом одні вар'яти, я вар'ятом чуть не став |

Твір «То моє море» виконували «Скрябін», Сестричка Віка, Брати Гадюкіни, «ФлайzZzа» та Dakh Daughters.
У пісні «Братів Гадюкіних» «Міську, вважай!» є рядок:
|  | Вперед поволи граєм собі вар'ята |

у розумінні — «робимо вигляд, що нічого не сталося».
Одне з ранніх оповідань Петра Козланюка має назву «Варіят». Написане 1929 року, воно увійшло до збірки «Вогонь», що побачила світ 1930 року в Харкові та Львові .
2001 року вийшла збірка гуморесок письменника Івана Ярича під назвою «Повна хата вар'ята».
2003 року під назвою «Вар'яти» вийшла збірка творів чеського письменника Богуміла Грабала в українському перекладі Юрія Винничука. Назву збірці дало оповідання про двох пенсіонерів, які сидять попід заводом, де працювали, і продовжують сперечатися на професійні теми . Світлана Самохіна статтю про письменника назвала «Геніальний вар'ят Богуміл Грабал». За її словами, чеські вар'яти після трансформації Винничука стали галицькими вуйками з місцевих генделиків, які за кухлем доброго пива «по-львівськи» оповідають свої історії .
2008 року мережа «!FEST» відкрила у Львові біля головного корпусу Національного університету «Львівська політехніка» заклад харчування «Вар'яти».
Ретельний аналіз доцільності вживання слова «вар'ят» в одному з гумористичних віршів Юрія Кругляка провела мовознавець Алла Коваль. У праці «Культура української мови» (1964), процитувавши рядки поета:
 — На просо стала ти! О мука! —
Шалено скрикнув я, як вар'ят,
 — Яка ганьба! Яка докука!
Та в нас же з нього кашу варять!
Алла Петрівна зазначила :
| Автор вдало вибрав слово ва́р'ят (польське warjat — ненормальний), яке на тлі інших, загальнолітературних слів яскраво виділяється і своїм звучанням, і загалом своєю незвичністю, «винятковістю». Навіть більше того, іменник ва́р'ят дає підставу вимовляти дієслово ва́рять (вари́ти), що з ним римується, майже так, як воно вимовляється в західноукраїнських говірках: ва́р'ять (там це слово вимовляється точно так, як ва́р'ят — з твердим т на кінці). |

## Похідні форми
Серед похідних форм:
- варіюва́тий — божевільний;
- вар'юва́ти (неозначена форма дієслова) — «божеволіти», «біситися»;
- зварія́тіти, звар'юва́ти (доконаний вид) — «з глузду з'їхати»;
- вар'ятка — жіночий відповідник до «вар'ят»: «Я не знаходжу жодного іншого пояснення, окрім того, що вона така сама вар'ятка, як і ми, хоч і працює в телефонній службі довіри» (Олександр Ушкалов) [17].
- вар'ятський. У науковому збірнику «Варшавські українознавчі записки» зазначено, що «ряд слів пройшов ускладнений шлях входження в галицьке мовлення: спочатку польською мовою були фонетично та семантично освоєні певні іменники іншомовного походження, від них з часом були утворені прикметники, потім ці іменники і (або) прикметники включалися в мовленнєву практику галичан. До таких ад'єктів, запозичених за посередництвом польської мови, належать вар'ятський, фамілійний (з латинської)…» [18]
- вар'ятство: «Таке вар'ятство дуже розізлило дідуся, і він сказав, що гріх дерти шкуру з чоловіка, а ремінь з машини» (Михайло Стельмах, повість «Гуси-лебеді летять»).

## Фразеологізми
Зі словом «вар'ят» утворилася у сучасній мові низка фразеологізмів :
- грати вар'я́та або стругати вар'я́та або траскати (тріскати) вар'ята — «вдавати, що нічого не розумієш», «клеїти дурня»[3][19]
- вар'ят з Кульпаркова — «розумово обмежений чоловік», буквально: «той, хто перебуває в лікарні для розумово хворих на вулиці Кульпарківській»
- вар'ят з мокрою головою — «божевільний, дурник»
- дурний вар'ят — «недотепа, дурень»
- йти на вар'ята — «йти непідготовленим на урок чи на іспит» (зі шкільного сленгу)
- комплєтний вар'ят — «пришелепкуватий, придурок, цілковитий дурень»
- вмочити вар'ята — «здійснити статевий акт»
- свій вар'ят — «своя, надійна, порядна людина»
- мамо, я вар'ят — інші особи про когось, хто веде себе невідповідно, або в звертанні до нього, щоб він себе опанував («щоб він ся стримав»); вживається переважно в гумористичному чи поблажливому контексті. Зразок вживання — у газеті «Поступ» [20].
- не робіть з тата вар'ята - не принижуйте безпідставно.

## Найвідоміші львівські вар'яти
У спогадах «Моє життя» адвокат Степан Шухевич, який від 1886 року навчався у Львівській академічній гімназії, писав у розділі «Львівські оригінали» :
| Львів мав у свойому нутрі багато умовохорих, т. зв. «вар'ятів», але в тім часі загально знаними і такими, що викликували у всіх львов'яків симпатію, були два «вар'яти», т. зв. «дурний Ясьо» і «пан» Пшибильські, знані, може, більше, чим, приміром, сам президент королівського престольного города. |
Далі Шухевич детальніше розповів про обох. Серед львівських школярів навіть існувало повір'я: якщо вранці по дорозі до школи зустрінеш когось із цих двох вар'ятів, то можеш розраховувати на гарну оцінку під час опитування .

## Боротьба навколо слова
1973 року проти вживання слова «вар'ят» та низки інших слів в українській літературній мові виступив мовознавець Віталій Русанівський. У статті «Розквіт і взаємозбагачення мов соціалістичних націй», опублікованій у № 3 журналу «Комуніст України», він писав :
| На поверхню мови численних перекладів стала спливати піна своєрідного перекладацького суржику, щедро пересипана такими словами, як заказати замість заборонити, нараз замість раптом, вар'ят замість божевільний… Це здебільшого полонізми, які були поширені в західноукраїнській мовній практиці і вживалися в перекладах тоді, коли не було ще чітких мовних норм. Зловживання цими й подібними словами призводило до збіднення, примітивізації мови перекладів. |
2005 року слово «вар'ят» включено до «Реєстру репресованих слів», наведеному у збірнику документів і матеріалів «Українська мова у XX сторіччі: історія лінгвоциду», укладеному за редакцією Лариси Масенко .
У словниках («Словник української мови» в одинадцяти томах, «Великий тлумачний словник сучасної української мови») слово «вар'ят» наводиться у формі «варія́т» із позначкою «діалектне». Як зразок молодіжного сленгу слово у формі «вар'ят» увійшло до «Словника українського молодіжного сленгу» Світлани Пиркало та словника «Український жарґон» Лесі Ставицької.